# Nizzan Jazzband
Nizzan Jazzband är en svensk jazzgrupp bildad 1976, sedan musikerna under flera år spelat som husband på krogen Halmkärven i centrala Halmstad som "The Third Eagle Band". Detta fortsatte det med till 1996 då stället lades ner. Numera är hemmascenen på restaurang Jarlen.
Gruppens första officiella framträdande var 1976 i Radio Halland och följdes av en spelning för Målarförbundet i staden. De har gjort flera turnéer på kända jazzklubbar i utlandet, bland annat i Tyskland, England och New York. I början av 1980-talet var Marie Fredriksson solist i bandet. En mängd tillfälliga jazzsolister, däribland Monica Zetterlund, har uppträtt med bandet. Nizzan Jazzband har fått Halmstads kulturpris två gånger.
Bandet består i dag av män i 60- och 70-årsåldern samt två 25-åringar som spelar trombon och klarinett. Kvar från originaluppsättningen är bara Berra Frisk, men Christer Francke, Boris Carlsson och Lars-Erik Svensson brukar också räknas dit.

## Medlemmar
- Berra Frisk, tenorsax
- Christer Francke, trummor
- Kurt Ek, piano
- Lars-Erik Svensson, trumpet och fiol
- Henrik Johnsson, trombon
- Boris Carlsson, banjo
- Jan-Olof Larsson, bas
- Anders Bengtsson, klarinett